# قاو هايشنغ
قاو هايشنغ (بالصينية: 高海生) هو لاعب كرة قدم صيني في مركز الوسط، ولد في 6 يناير 1997 في لوان في الصين. لعب مع نادي شانغهاي إس آي بي جي.

## وصلات خارجية
- قاو هايشنغ على موقع قاعدة بيانات كرة القدم.إي يو (الإنجليزية)
- قاو هايشنغ على موقع Soccerway.com (الإنجليزية)
- قاو هايشنغ على موقع عالم كرة القدم.نت (الإنجليزية)